# Jean-Laurent-Germain Tournier
Pour les articles homonymes, voir Tournier.
Jean-Laurent-Germain Tournier, né le 2 décembre 1750 à Saint-Papoul (Aude), mort le 31 janvier 1807 dans la même ville, est un homme politique de la Révolution française.

## Biographie
En septembre 1792, alors qu'il est propriétaire dans sa ville natale, Tournier est élu député du département de l'Aude, le quatrième sur huit, à la Convention nationale.
Il siège sur les bancs de la Gironde. Lors du procès de Louis XVI, il vote pour la détention et le bannissement à la paix, et se prononce en faveur de l'appel au peuple et du sursis à l'exécution. En avril 1793, il vote en faveur de la mise en accusation de Jean-Paul Marat. En mai de la même année, il vote en faveur du rétablissement de la Commission des Douze. En octobre, sur motion d'Amar, membre du Comité de Sûreté générale, lui et les soixante-douze autres signataires de la protestation contre les journées du 31 mai et du 2 juin sont décrétés d'arrestation. Ils sont libérés en frimaire an III (décembre 1794).
Élu, le 4 brumaire an IV, député au Conseil des Cinq-Cents comme ex-conventionnel, il n'y joua qu'un rôle effacé et donna sa démission le 8 nivôse suivant.

## Sources
1. ↑  Archives parlementaires de 1787 à1860, Première série, tome 52, p. 36.
2. ↑  Jacques-François Froullé, « Liste comparative des cinq appels nominaux. Faits dans les séances des 15, 16, 17, 18 et 19 janvier 1793, sur le procès et le jugement de Louis XVI [...] » , sur www.gallica.bnf.fr, 1793 (consulté le 3 avril 2024)
3. ↑  Archives parlementaires de 1787 à1860, Première série, tome 62, séance du 13 avril 1793, p. 50.
4. ↑  Archives parlementaires de 1787 à1860, Première série, tome 65, séance du 28 mai 1793, p. 534.
5. ↑  Archives parlementaires de 1787 à1860, Première série, tome 75, séance du 3 octobre 1793, p. 521.
6. ↑  Archives parlementaires de 1787 à 1860, Première série, tome 103, séance du 18 frimaire an III (8 décembre 1794), p. 213.

- « Jean-Laurent-Germain Tournier », dans Adolphe Robert et Gaston Cougny, Dictionnaire des parlementaires français, Edgar Bourloton, 1889-1891 [détail de l’édition]